# 飾頸光鰓魚
飾頸光鰓魚（學名：Chromis torquata），又稱飾頸光鰓雀鯛，是輻鰭魚綱鱸形目雀鯛科光鰓魚屬的其中一種，分布於西印度洋模里西斯及留尼旺海域，深度10至40公尺，本魚體呈卵圓形且側扁，體色炭灰色到深綠褐色，腹面呈白色到黃色，頭部後方有一條寬闊的黑色斜帶，從頸背側面到胸鰭基部後面，頰部、鰓蓋和口鼻的側面主要是白色，虹膜黃橙色，尾鰭為棕色，幼魚呈藍色，頭部後方有明顯的黑色斜帶，尾葉呈亮黃色，上葉呈黃色，延伸至尾柄部，背鰭硬棘8枚、背鰭軟條11枚、臀鰭硬棘2枚、臀鰭軟條11枚，體長可達9.2公分，棲息在向海礁坡，以浮游生物為食，繁殖期時成對出現，雄魚會守護卵直到孵化，生活習性不明。